# Podgorje Jamničko
Podgorje Jamničko – wieś w Chorwacji, w żupanii zagrzebskiej, w gminie Pisarovina. W 2011 roku liczyła 12 mieszkańców.